# Blue (album Closterkellera)
Blue – drugi studyjny album grupy muzycznej Closterkeller. Wydany został w 1992 roku przez SPV Records. Nagrań dokonano między wrześniem a grudniem 1991 r. w studio Izabelin.
Polskojęzyczna edycja albumu w wersji kompaktowej ukazała się w 1999 roku nakładem Metal Mind Productions. Płyta Blue była nagrywana dwa razy, jednak po konsultacjach z Andrzejem Puczyńskim postanowiono skasować wersję pierwszą, gdyż zbytnio przywodziła na myśl brzmienie poprzedniczki.
W czasopiśmie branżowym „Tylko Rock” wystawiono płycie ocenę 5 na 5.

## Lista utworów

### Edycja angielskojęzyczna (cd 1992)
1. "Vintage Wine" 3:32
2. "Dance On The Highwire" 4:31
3. "Nothing Is Here" 5:00
4. "Lullaby" 4:11
5. "Lose It" 3:59
6. "Just Another Day" 4:59
7. "Immanoleo (The Mummy)" 2:57
8. "The Dead Zone" 5:07
9. "Modesty Blaise" 4:27
10. "I Don’t Believe" 4:04
11. "Escape" 3:08
12. "White Wolfgang" 2:25
13. "Black Wolfgang" 2:56
14. "Blue" 4:06
15. "Lady Macbeth" 3:34
16. "Epitaph" 1:10
17. "Sin" 5:44

### Edycja polskojęzyczna (wyd. na kasecie magnetofonowej 1992)
strona A:
1. "Czerwone wino" 3:43
2. "Taniec na linie" 4:42
3. "Tu nie ma nic" 5:12
4. "Spokój" 4:18
5. "Immanoleo (the mummy)" 3:25
6. "Iluzyt" 4:07
7. "Jeszcze jeden dzień" 4:43

strona B:
1. "Czy taki zły, czy tylko głupi" 4:53
2. "Czasu coraz mniej" 4:05
3. "Tutaj nie ma Boga" 4:07
4. "Ucieczka" 3:13
5. "Blue Wolfgang" 3:04
6. "Lady Makbet" 3:40
7. "Epitafium" 1:07
8. "Grzech" 5:47

### Edycja polskojęzyczna (wyd. na CD 1999)
1. "Czerwone wino" 3:32
2. "Taniec na linie" 4:32
3. "Tu nie ma nic" 5:03
4. "Spokój" 4:13
5. "Iluzyt" 4:01
6. "Jeszcze jeden dzień" 4:37
7. "Immanoleo (the mummy)" 2:59
8. "Czy taki zły, czy tylko głupi" 4:44
9. "Czasu coraz mniej" 3:59
10. "Tutaj nie ma Boga" 4:06
11. "Ucieczka" 3:09
12. "White Wolfgang" 2:26
13. "Black Wolfgang" 2:58
14. "Blue" 4:08
15. "Lady Macbeth" 3:36
16. "Epitafium" 1:12
17. "Grzech" 5:53
18. "Agnieszka" (bonus) 4:52
19. "Wild Flower" (bonus) 3:43

## Twórcy
- Anja Orthodox – śpiew
- Jacek Skirucha – gitara
- Robert Ochnio – gitara
- Michał Rollinger – instrumenty klawiszowe
- Tomasz "Wolfgang" Grochowalski – gitara basowa
- Piotr Pawłowski – perkusja
- Igor Czerniawski – gościnnie instrumenty klawiszowe
- Zbyszek Bieniak – gościnnie śpiew
- Andrzej Puczyński – produkcja